# Harrison Chongo
Harrison Chongo (ur. 5 czerwca 1969 w Lusace, zm. 12 maja 2011 w Mufulirze) – zambijski piłkarz grający na pozycji obrońcy.

## Kariera klubowa
Swoją karierę piłkarską Chongo rozpoczął w klubie Mufulira Wanderers. W 1988 roku zadebiutował w nim w zambijskiej Premier League. W 1988 roku zdobył z nim Puchar Zambii. W 1992 roku odszedł do saudyjskiego Al-Tawoon FC, gdzie grał do końca swojej kariery, czyli do 2002 roku.
12 maja 2011 Chongo zmarł na malarię.

## Kariera reprezentacyjna
W reprezentacji Zambii Chongo zadebiutował w 1992 roku. W tym samym roku był w kadrze Zambii na Puchar Narodów Afryki 1992, jednak nie rozegrał na nim żadnego meczu. W 1994 roku został powołany do kadry na Puchar Narodów Afryki 1994. Na nim wywalczył z Zambią wicemistrzostwo Afryki. Rozegrał na nim pięć spotkań: ze Sierra Leone (0:0), z Wybrzeżem Kości Słoniowej (1:0), w ćwierćfinale z Senegalem (1:0), w półfinale z Mali (4:0) i w finale z Nigerią (1:2).
W 1996 roku Lungu zagrał w pięciu meczach Pucharu Narodów Afryki 1996: z Algierią (0:0), z Burkina Faso (5:1), ze Sierra Leone (4:0), w ćwierćfinale z Egiptem (3:1) i w półfinale z Tunezją (2:4).
W 1998 roku Lungu był w kadrze Zambii na Puchar Narodów Afryki 1998. Wystąpił na nim trzykrotnie: z Marokiem (1:1), z Egiptem (0:4) i z Mozambikiem (3:1).